# Międzynarodowy Dzień Wiedzy o Minach i Działań Zapobiegających Minom
Międzynarodowy Dzień Wiedzy o Minach i Działań Zapobiegających Minom (ang. International Day for Mine Awareness and Assistance in Mine Action) – święto obchodzone corocznie 4 kwietnia, ustanowione przez Zgromadzenie Ogólne ONZ rezolucją A/RES/60/97 w 2005 roku.
Obchody mają na celu prowadzenie akcji przeciwminowych w krajach, w których miny i materiały wybuchowe pozostałe po wojnie stanowią poważne zagrożenie dla bezpieczeństwa, zdrowia i życia ludności cywilnej oraz utrudniają społeczny i gospodarczy rozwój na poziomie kraju i regionu. 
Miny lądowe oraz niewypały blokują drogi w Afganistanie, Sudanie, Kambodży i Demokratycznej Republice Konga. Blokują również dostęp do szkół i szpitali w Laosie, Gazie i Nepalu.